# الجول الاسفل (عمد)

تعديل مصدري - تعديل

الجول الاسفل هي إحدى قرى  بمديرية عمد التابعة لمحافظة حضرموت، بلغ تعداد سكانها 460 نسمة حسب تعداد اليمن لعام 2004.